# Província de Luis Calvo

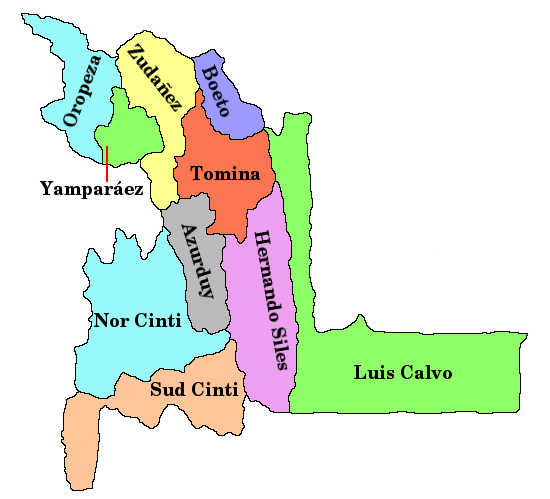
Les províncies del Departament de Chuquisaca

La província de Luis Calvo és una de les 10 províncies del Departament de Chuquisaca a Bolívia. La seva capital és Villa Vaca Guzmán (Muyupampa).